# 17625 Joseflada
17625 Joseflada è un asteroide della fascia principale. Scoperto nel 1996, presenta un'orbita caratterizzata da un semiasse maggiore pari a 3,2117372 UA e da un'eccentricità di 0,1803557, inclinata di 17,26937° rispetto all'eclittica.